# Parkstad Limburg

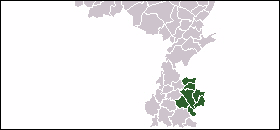
Parkstad Limburg.

Parkstad Limburg es una colaboarción entre siete municipalidades en la provincia de Limburgo de los Países Bajos (Heerlen, Kerkrade, Landgraaf, Brunssum, Simpelveld, Voerendaal y Beekdaelen). Trabajan conjuntamente para la mejora de los servicios públicos, transporte y vivienda a nivel regional. Esta colaboración empezó en 1999.

## Uso del espacio público
El nombre Parkstad, cuyo significado es Parque Ciudad, deriva del relativo elevado espacio verde de las ciudades, el 94,17 km² (53%) de su superficie es utilizada para própositos no urbanos. Sin embargo, solo el 10% de la superficie (aproximadamente 17,8 km²) es bosque y espacio natural, el 42% (aproximadamente el 74,96;km²) es utilizado para agricultura. Previamente, el área había sido conocida como Oostelijke Mijnstreek o Distrito Minero Oriental, ya que era una de las principales zonas mineras de carbón de los Países Bajos.